# سائه تایرا
سائه تایرا (انگلیسی: Sae Taira) کاراته کا ژاپنی است. در مسابقات کاراته قهرمانی جهان ۲۰۱۸ که در مادرید، اسپانیا برگزار شد، او در مسابقات کاتای تیمی زنان برنده مدال طلا شد.

## دستاوردها
| سال  | رقابت                | محل                | رتبه بندی | رویداد     |
| ---- | -------------------- | ------------------ | --------- | ---------- |
| ۲۰۱۷ | مسابقات قهرمانی آسیا | نورسلطان، قزاقستان | یکم       | کاتای تیمی |
| ۲۰۱۸ | مسابقات قهرمانی آسیا | امان، اردن         | یکم       | کاتای تیمی |
| ۲۰۱۸ | قهرمانی جهان         | مادرید، اسپانیا    | یکم       | کاتای تیمی |
| ۲۰۱۹ | مسابقات قهرمانی آسیا | تاشکند، ازبکستان   | یکم       | کاتای تیمی |